# Winter Rose
Winter Rose este un roman fantastic din 1996 al scriitoarei americane Patricia A. McKillip. A fost nominalizat la Premiul Nebula din 1996 și Premiul Locus din 1997 pentru cel mai bun roman fantastic și a fost finalist la Premiul Mythopoeic din 1997 pentru literatură fantastică pentru adulți. În 2006,a apărut o continuare, Solstice Wood.

## Rezumat
Când Rois Melior, fiica sălbatică a unui tată văduv, îl vede pentru prima dată pe Corbet Lynn ieșind din pădure, ea este atrasă de el, în ciuda sentimentului că acesta nu este ceea ce pare a fi. 
În timp ce reconstruiește moșia în paragină a familiei sale, Rois și sora ei, Laurel, se împrietenesc și în cele din urmă se îndrăgostesc de Corbet. Anii trec pe măsură ce Laurel, calmă și sensibilă, începe să se schimbe, uitând de logodna ei anterioară și devenind obsedată de Corbet.
În timpul iernii, Corbet dispare misterios, iar Laurel începe să se prăpădească, la fel ca și mama ei. Orașul crede că le-a ajuns blestemul pe care bunicul lui Corbet l-a aruncat asupra descendenților săi. Doar Rois, care a reușit să se strecoare în pădure și să iasă din ea încă de când era copil, este capabilă să-l urmărească pe Corbet și să-l salveze pe el dar și pe sora sa, Laurel. Dar puterea zânelor (fey) este o magie complicată și chiar dacă Rois îl scapă de trecutul său, ea însăși este în pericol constant să-i cadă în capcană.

## Nominalizări
- 1997 - Premiul Mythopoeic Fantasy pentru literatură pentru adulți, finalist
- 1997 - Premiul Locus pentru cel mai bun roman fantastic
- 1996 -  Premiul Nebula